# Anomalurus pusillus
Anomalure nain, Anomalure pygmée, Écureuil volant pygmée
Pour les articles homonymes, voir Anomalure nain.
Espèce
Statut de conservation UICN

 LC  : Préoccupation mineure
Anomalurus pusillus est une espèce d'anomalures, des rongeurs de la famille des Anomalurinae. C'est un mammifère arboricole africain qui fait partie des écureuils volants.
En français, l'espèce s'appelle Anomalure nain,, Anomalure pygmée ou Écureuil volant pygmée.

## Distribution

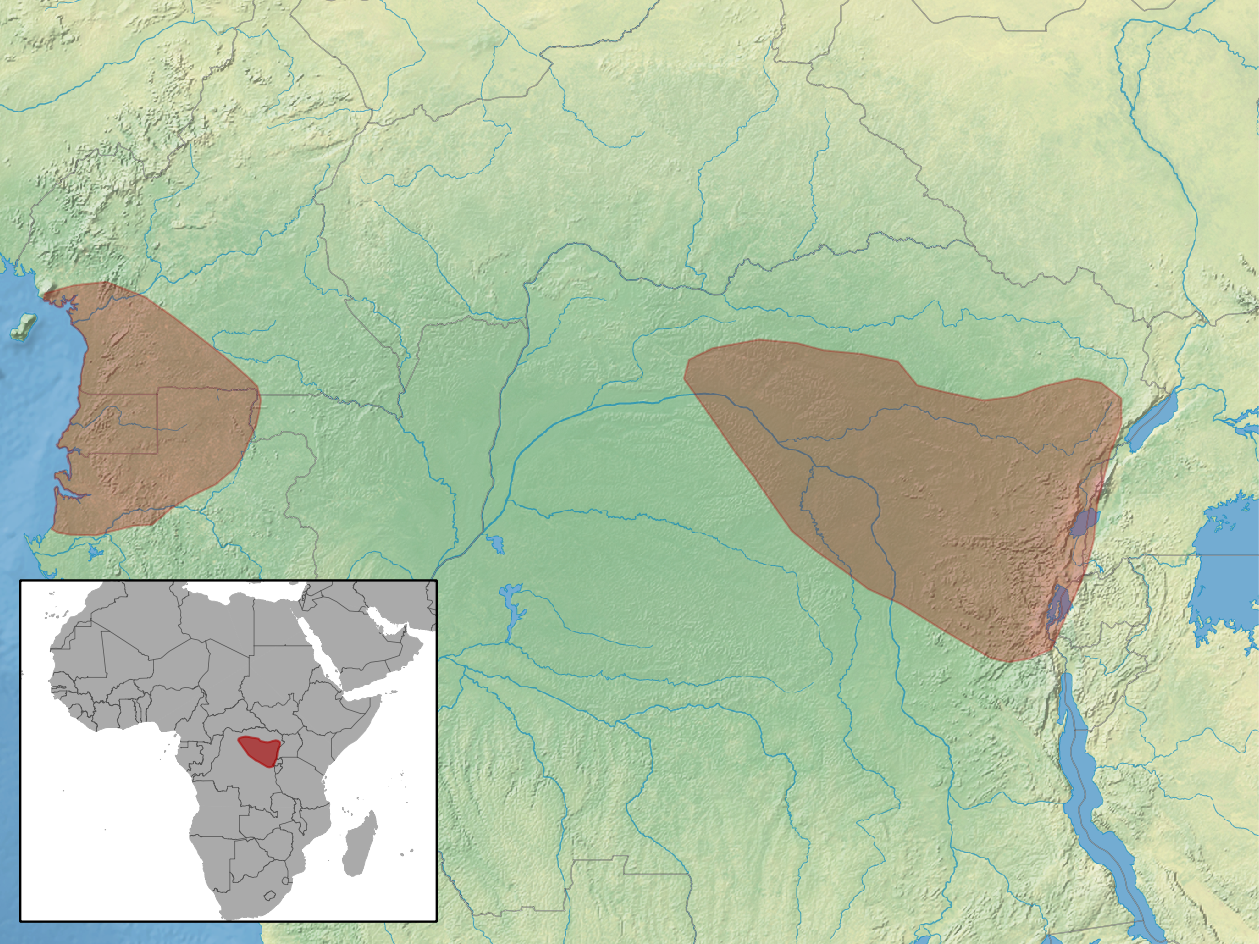
Répartition de l'espèce en Afrique centrale.